# Львовский сельсовет (Тамбовская область)
Львовский сельсовет — упразднённые административно-территориальная единица и муниципальное образование в составе Токарёвского района Тамбовской области России.
Административный центр — деревня Петровское.
Законом Тамбовской области от 24 мая 2013 года № 271-З Львовский и Чичеринский сельсоветы были преобразованы, путём их объединения, в Чичеринский сельсовет.

## Населенные пункты
На территории поселения находилось 3 населённых пункта: деревня Петровское, посёлок Красный, село Львово.